# Эуа (округ)
Эуа (тонг. ʻEua) — один из пяти округов Тонга, расположенный на одноименном острове. Административный центр округа Эуа — Охонуа (1200 человек) находится на северо-западном побережье острова. В состав округа входят всего два района: Эуа-Мотуа и Эуа-Фооу.